# Pretty Woman (Musical)
Pretty Woman ist ein Musical, basierend auf der gleichnamigen Film-Liebeskomödie. Bryan Adams und Jim Vallance komponierten die Musik und verfassten dabei die Liedtexte. Das Buch stammt von Garry Marshall und J. F. Lawton.
Die Uraufführung fand am 13. März 2018 in Chicago, die erste Aufführung am Broadway fand am 16. August 2018 im Nederlander Theatre statt. Vom 29. September 2019 bis 12. März 2020 wurde Pretty Woman: Das Musical im Theater an der Elbe in Hamburg aufgeführt.

## Handlung
Beverly Hills in den späten 80er Jahren: Vivian Ward trifft auf den wohlhabenden Geschäftsmann Edward Lewis. Edward engagiert Vivian für eine Woche als seine Begleiterin, und keiner ahnt, dass diese Woche das Leben der beiden für immer verändern wird. Vivian und Edward verlieben sich ineinander, obwohl die beiden aus zwei grundverschiedenen Welten kommen. Sie spüren jedoch, dass sie in dem jeweils anderen einen Seelenverwandten gefunden haben.

## Titelliste
Für die Musicalfassung wurde neue Musik geschrieben – 21 Songs von Bryan Adams und Jim Vallance. Die aus dem Film bekannten Songs sind in der Bühnenversion nicht vorhanden. Einzig die berühmteste Melodie aus dem Film, Oh, Pretty Woman von Roy Orbison, wird in der Zugabe des Musicals gespielt.

### Broadway
| Erster Akt - "Welcome to Hollywood" - Happy Man, Kit und Ensemble - "Anywhere but Here" - Vivian - "Something about Her (Preamble)" - Edward - "Welcome to Hollywood (Reprise)" - Happy Man - "Something about Her" - Edward - "I Could Get Used To This" - Vivian - "Luckiest Girl in the World" - Vivian, Kit und Giulio - "Rodeo Drive" - Kit und Ensemble - "Anywhere but Here" (Reprise) - Vivian - "On a Night like Tonight" - Mr. Thompson und Ensemble - "Don't Forget to Dance" - Happy Man, Scarlett und Ensemble - "Freedom" - Edward - "You're Beautiful" - Edward, Vivian und Ensemble | Zweiter Akt - "Welcome to Our World (More Champagne)" - Stuckey und Ensemble - "This Is My Life" - Vivian - "Never Give Up on a Dream" - Happy Man, Kit und Ensemble - "You and I" - Edward, Alfredo, Violetta und Ensemble - "I Can't Go Back" - Vivian - "Freedom" (Reprise) - Edward - "Long Way Home" - Vivian und Edward - "Together Forever" - Edward, Vivian, Happy Man, Kit und Ensemble |

### Deutschland
Für die deutsche Inszenierung wurden die Broadway-Songs ins Deutsche übersetzt.
| Erster Akt - "Willkommen in Hollywood" - Happy Man, Kit und Ensemble - "Alles, nur nicht hier" - Vivian - "Sie hat was besonderes - Intro / Willkommen in Hollywood" - Edward und Happy Man - "Sie hat was besondere" - Edward - "Mir gefällt's hier" - Vivian - "Rodeo Drive" - Kit und Ensemble - "Alles, nur nicht hier - Reprise" - Vivian - "In einer Nacht, wie heute Nacht" - Mr. Thompson und Ensemble - "Tanz dich einfach frei" - Happy Man, Scarlett und Ensemble - "Freiheit" - Edward - "Ein Superstar" - Edward, Vivian und Ensemble | Zweiter Akt - "Das ist unsere Welt" - Stuckey und Ensemble - "Sie mich an" - Vivian - "Gib deinen Traum nicht auf" - Happy Man, Kit und Ensemble - "Ein Abend in der Oper" - Alfredo, Violetta und Ensemble - "Du und Ich" - Edward, Vivian, Violetta und Ensemble - "Kein Weg zurück" - Vivian - "Freiheit - Reprise" - Edward - "Jetzt wird der Heimweg lang" - Vivian und Edward - "Gewinner für immer" - Edward, Vivian, Happy Man, Kit und Ensemble - Finale: "Oh, Pretty Woman" - Ensemble |

## Inszenierung

### Vereinigte Staaten
Im März 2014 wurde bekannt, dass eine Musical-Adaption des Filmes Pretty Woman in Arbeit ist. Für die Liedtexte und Kompositionen zeichnen sich Bryan Adams und Jim Vallance ab. Die Premiere des Musicals fand am 16. August 2018 im Nederlander Theatre am Broadway statt. Die Hauptrolle der Vivian Ward übernahm Samantha Barks, während Edward Lewis von Andy Karl verkörpert wurde. Die Dernière des Musical fand am 18. August 2019 statt. Somit kam das Musical auf 420 Vorstellungen und 27 Previews-Shows.

### Deutschland
Im Dezember 2018 wurde bekannt, dass die Europa-Premiere des Musicals im Theater an der Elbe in Hamburg stattfinden wird. Die zentralen Hauptrollen der Vivian Ward und Edward Lewis wurden im Juni 2019 mit Patricia Meeden und Mark Seibert besetzt. Die Premiere erfolgte am 29. September 2019. Ende Februar 2020 übernahm Mathias Edenborn die Rolle von Seibert.
Im März 2020 musste der Spielbetrieb wegen der COVID-19-Pandemie eingestellt werden. Stage Entertainment gab im Oktober 2020 bekannt, dass Pretty Woman im Frühjahr 2021 das erste Musical in Deutschland sein wird, welches den Spielbetrieb wieder aufnehmen wird. Zeitgleich wurde die Derniere von Januar 2021 auf Juni 2021 verschoben. Aufgrund des zweiten Lockdowns konnte der Spielbetrieb im März 2021 nicht wieder aufgenommen werden. Da mit Die Eiskönigin – Das Musical bereits die Nachfolgeproduktion feststand, wurde Pretty Woman rückwirkend nach rund 200 Aufführungen in Hamburg eingestellt.
Ab Oktober 2025 geht das Stück in einer Neuinszenierung, wie sie bereits 2023/24 im Beatrix Theater Utrecht von Stage Entertainment Niederlande inszeniert wurde, im deutschsprachigen Raum auf Tournee. Veranstaltet wird das Stück dabei von Semmel Concerts Entertainment und dessen Tochterfirma Limelight Live Entertainment in Kooperation mit Stage Entertainment Germany. Premiere der Tournee ist am 28. Oktober 2025 im Metronom Theater Oberhausen.

### Vereinigtes Königreich
Am Londoner West End begann das Musical mit Previews am 14. Februar 2020 im Piccadilly Theatre. Die Hauptrollen übernahmen Aimie Atkinson (Vivian Ward) und Danny Mac (Edward Lewis). Die Premiere fand am 2. März 2020 statt. Zwei Wochen später wurde der Spielbetrieb wegen der COVID-19-Pandemie eingestellt. Ab 8. Juli 2021 wurde das Musical wieder aufgeführt, jedoch im Savoy Theatre. Am 18. Juni 2023 fand die letzte Vorstellung statt.

### Schweiz
Im Jahr 2025 kam das Musical erstmals in die Schweiz. Die Erstaufführung fand am 4. April am Theater 11 in Zürich statt. Die Rolle von Vivian wird von Paige Fenlon gespielt, während John Addison als Edward auftritt. Regie führt Jerry Mitchell. Das Musical wird in englischer Sprache aufgeführt und ist Teil der UK- und Irland-Tournee – einer originalgetreuen Replika der West-End-Produktion. Geplant ist, das Stück bis 4. Mai 2025 in Zürich aufzuführen.

## Besetzung
| Character                        | Original Broadway Cast | Original Hamburg Cast | Original Tour Cast |
| -------------------------------- | ---------------------- | --------------------- | ------------------ |
| Vivian Ward                      | Samantha Barks         | Patricia Meeden       | Shanna Slaap       |
| Edward Lewis                     | Andy Karl              | Mark Seibert          | Mathias Edenborn   |
| Kit De Luca                      | Orfeh                  | Maricel               | Sophie Reinicke    |
| glücklicher Mann Barney Thompson | Eric Anderson          | Paul Kribbe           | Benedikt Ivo       |
| Philip Stuckey                   | Jason Danieley         | Nigel Casey           | Benjamin Plautz    |
| James Morse                      | Ezra Knight            | Frank Logemann        |                    |
| Violetta                         | Allison Blackwell      | Rachel Bahler         | Steffi Regner      |
| Giulio                           | Tommy Bracco           | Johnny Galeandro      | Paul Fruh          |
| Alfredo                          | Brian Calì             | Marco Trespioli       | Ivan Persson       |
| David Morse                      | Robby Clater           | Philipp Dietrich      |                    |
| Scarlett                         | Anna Eilinsfeld        | Piek van der Kaaden   | Sofie de Schryver  |
| Rachel                           | Jennifer Sanchez       | Emma Hunter           |                    |

## Aufführungen
| Land                   | Aufführungsort | Premiere           | Derniere        | Theater             |
| ---------------------- | -------------- | ------------------ | --------------- | ------------------- |
| Vereinigte Staaten     | Chicago        | 13. März 2018      | 15. April 2018  | Oriental Theatre    |
| Vereinigte Staaten     | Broadway       | 16. August 2018    | 18. August 2019 | Nederlander Theatre |
| Deutschland            | Hamburg        | 29. September 2019 | 12. März 2020   | Theater an der Elbe |
| Vereinigtes Königreich | London         | 2. März 2020       | 15. März 2020   | Piccadilly Theatre  |
| Vereinigtes Königreich | London         | 8. Juli 2021       | 18. Juni 2023   | Savoy Theatre       |
| Schweiz                | Zürich         | 4. April 2025      |                 | Theater 11          |

## Soundtrack
Der Soundtrack wurde in den Vereinigten Staaten digital am 21. September 2018 durch Atlantic Records veröffentlicht.